# Bisdom Hiroshima
Het bisdom Hiroshima (Latijn: Dioecesis Hiroshimaensis, Japans: カトリック広島教区, katorikku Hiroshima kyōku) is een in Japan gelegen rooms-katholiek bisdom met zetel in de stad Hiroshima. Het bisdom behoort tot de kerkprovincie Osaka, en is, samen met de bisdommen Kioto, Nagoya en Takamatsu suffragaan aan het aartsbisdom Osaka.
Het bisdom omvat de regio Chugoku met de prefecturen Hiroshima, Okayama, Shimane, Tottori en Yamaguchi.

## Geschiedenis
Op 4 mei 1923 werd door paus Pius XI met de apostolische constitutie Cum ex apostolico het apostolisch vicariaat Hiroshima opgericht. Dit gebied behoorde eerder tot het bisdom Osaka. Het vicariaat werd met de constitutie Qui arcano Dei op 30 juni 1959 door paus Johannes XXIII tot bisdom verheven en suffragaan gesteld aan de aartsbisschop van Osaka.

## Bisschoppen van Hiroshima

### Apostolische vicarissen
- 1921–1927: Hermann Döring SJ (vervolgens bisschop van Poona)
- 1928–1940: John Peter Francis Ross SJ

### Bisschoppen
- 1959–1985: Dominic Yoshimatsu Noguchi
- 1985–2011: Joseph Atsumi Misue
- 2011–2014: Thomas Aquino Manyo Maeda (vervolgens aartsbisschop van Osaka)
- 2014–heden: vacature

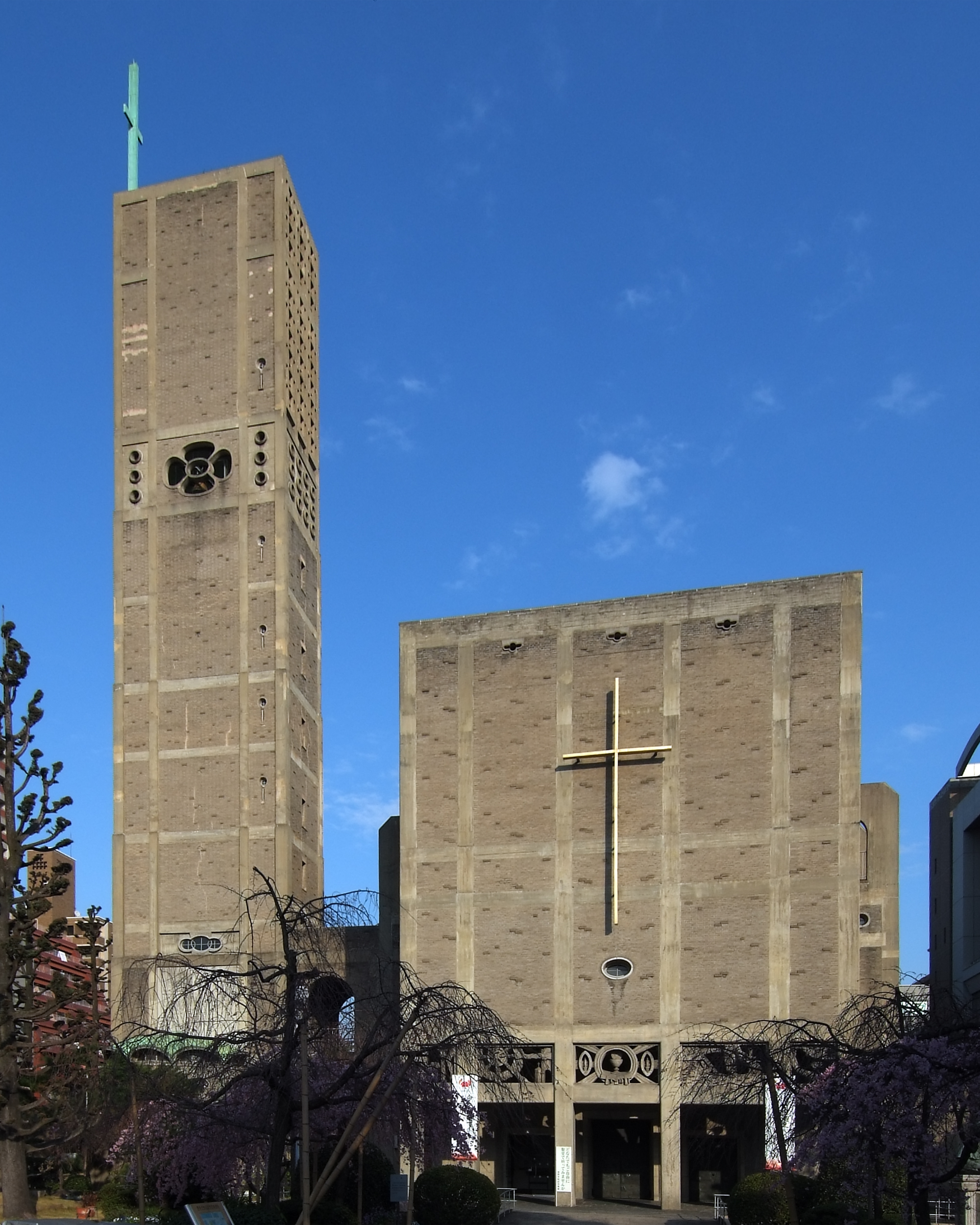
Vredeskathedraal van Hiroshima